# Skórcz
Skórcz (in tedesco Skurz, 1939-42 Groß Wollenthal, 1942-45 Großwollental) è una città polacca del distretto di Starogard nel voivodato della Pomerania. Ricopre una superficie di 3,67 km² e nel 2004 contava 3 532 abitanti.